# 王閣
王閣（1483年—？年），字士延，四川成都府新都縣人，民籍。

## 生平
王閣研習《易經》，家族排行第一，由國子生中式正德十一年丙子科（1516年）四川鄉試第二名舉人，四十一歲時中式嘉靖二年（1523年）癸未科會試第二百三十名，為第二甲第八十三名進士。嘉靖十年他擔任雲南按察司佥事，後官至雲南提學副使。因為雲南远离中原，书籍稀少，王阁采辑历代古文，编成集要，得八十三篇，刊发给士子門学习，士風由此一变。

## 家族
曾祖王清，知县。祖父王經。父王禹夫，義官。母周氏。永感下。弟王闥。